# Olivetti Synthesis
La Olivetti Synthesis era una azienda produttrice di mobili per ufficio facente parte del gruppo Olivetti, con sede a Massa.
Questa società nasce nel 1939 dalla produzione inizialmente limitata di mobili della Olivetti, che nel 1931, su un progetto dell'ingegner Aldo Magnelli, aveva realizzato il Synthesis, un moderno schedario orizzontale inizialmente voluto per usi interni all'azienda.
Il marchio Olivetti Synthesis verrà usato sino agli anni novanta, quando la società venne venduta.

## Storia
La produzione di mobili da parte delle Olivetti comincia nel 1931 quando Adriano Olivetti affida all'ingegner Aldo Magnelli, il progetto per realizzare un moderno schedario orizzontale, come ne aveva visto nel suo viaggio in America, inizialmente voluto per usi interni all'azienda. Questo schedario venne chiamato Synthesis ed ebbe sul mercato un buon interesse, tanto da decidere di produrlo in serie, arrivando a 600 unità al mese.
Si cominciarono a produrre altri mobili come gli armadi metallici a porte rientranti.
Poiché la produzione di mobili assume una certa importanza nell'economia del gruppo, nel 1939 viene costituita un'apposita società, la Olivetti Synthesis s.a., con sede a Massa, dove nel 1938 la Olivetti aveva deciso di realizzare nella nascente Zona Industriale Apuana uno stabilimento per la produzione di mobili per uffici, schedari metallici e classificatori.
Lo Stabilimento industriale Olivetti Synthesis viene progettato dagli architetti Piero Bottoni e Mario Pucci. Una prima parte degli stabilimenti viene completata nel 1942, ma a causa della Guerra l'azienda non può produrre mobili in acciaio, richiesto dallo sforzo bellico. La fabbrica fu inoltre distrutta parzialmente dai bombardamenti.
Alla fine della seconda guerra mondiale, vengono ricostruiti i fabbricati danneggiati dai bombardamenti e la produzione dei mobili può essere avviata regolarmente.
La produzione riprende con grande successo e si concentra non più solo su nuovi modelli di schedari e classificatori, che ne avevano decretato il successo prima della guerra, ma anche a supporti per le macchine per ufficio, scrivanie, scaffali, librerie, sedie, poltrone e quant'altro.
Come per la società madre, il grande successo della Olivetti Syntesis fu decretato non solo dall'alta qualità meccanica dei prodotti, ma anche per l'attenzione data al design, spesso affidandosi anche ad architetti e designer famosi.
In particolar modo a partire dagli anni '60 la Olivetti Synthesis indirizza la sua produzione verso arredamenti concepiti con criteri di modularità e componibilità, come la Serie Spazio disegnata nel 1960 dallo Studio BBPR  studiata per adattarsi a qualunque ufficio, in particolar modo quelli basati sulla distribuzione a open space. Nel 1962 la Serie Spazio ottiene il riconoscimento del Compasso d'Oro.
Nel 1973 la produzione annua arriva a comprendere 89.000 armadi, 56.000 classificatori e 22.000 schedari.

## Prodotti
- Schedario Synthesis, progetto di Aldo Magnelli, 1931
- Olivetti Serie Spazio, progetto di Lodovico Belgiojoso, Enrico Peressutti, Ernesto Nathan Rogers, 1960  Premio Compasso d'oro  nel 1962
- Synthesis 80, progetto di Ettore Sottsass, 1980
- Serie Icarus, progetto di Ettore Sottsass e Michele De Lucchi, 1982